# Achrafieh

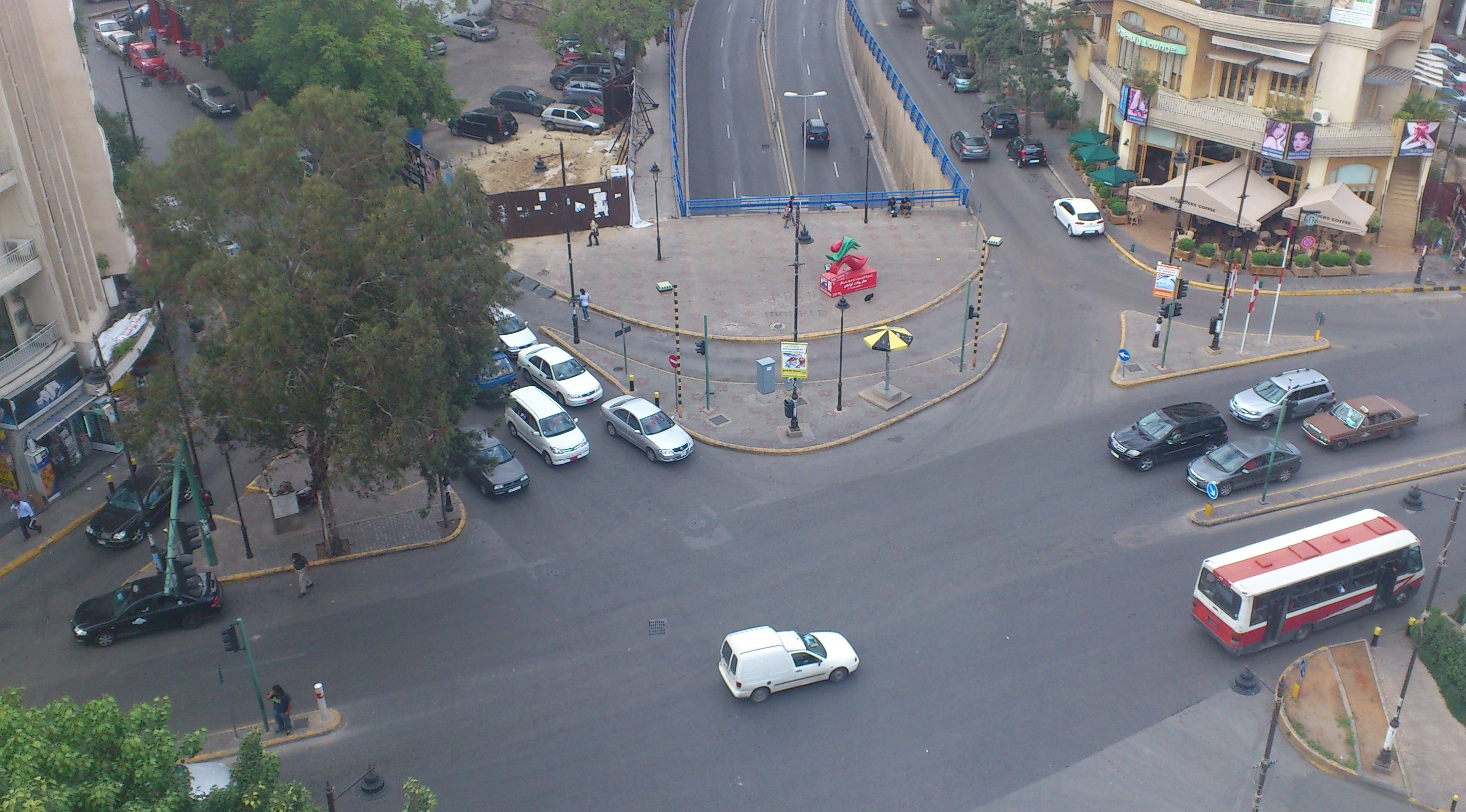
Sassine Square, el corazón de Achrafieh

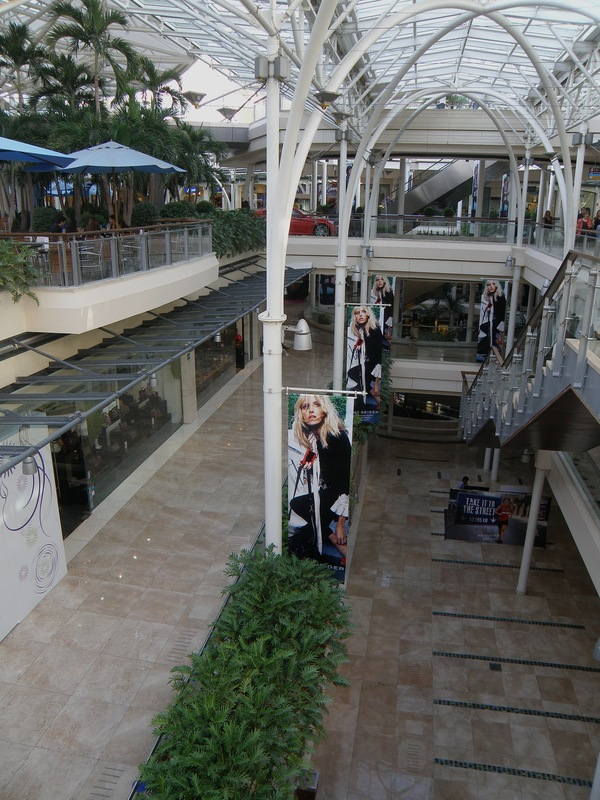
ABC Mall en Achrafieh

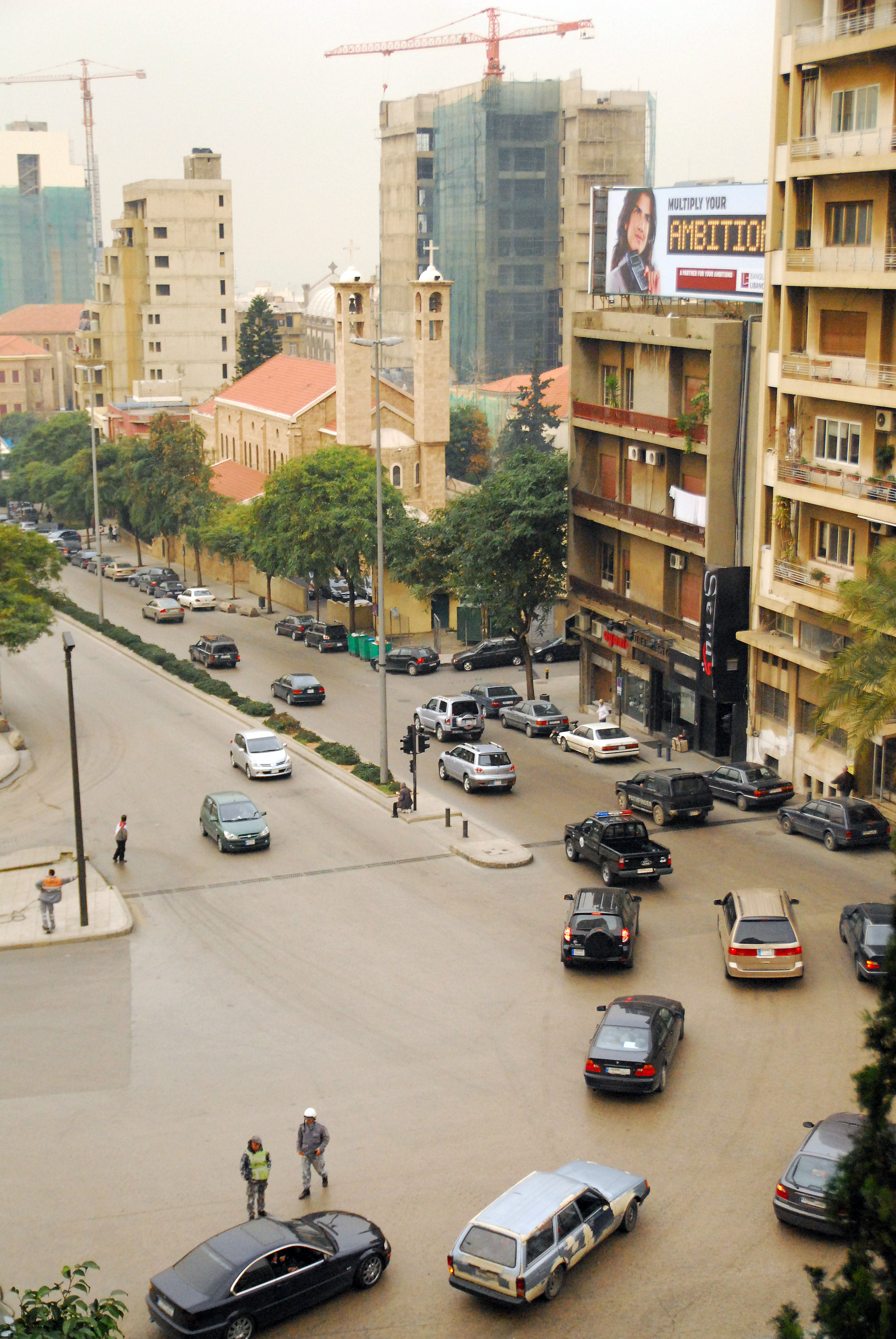
Saint Maroun catedral en Achrafieh

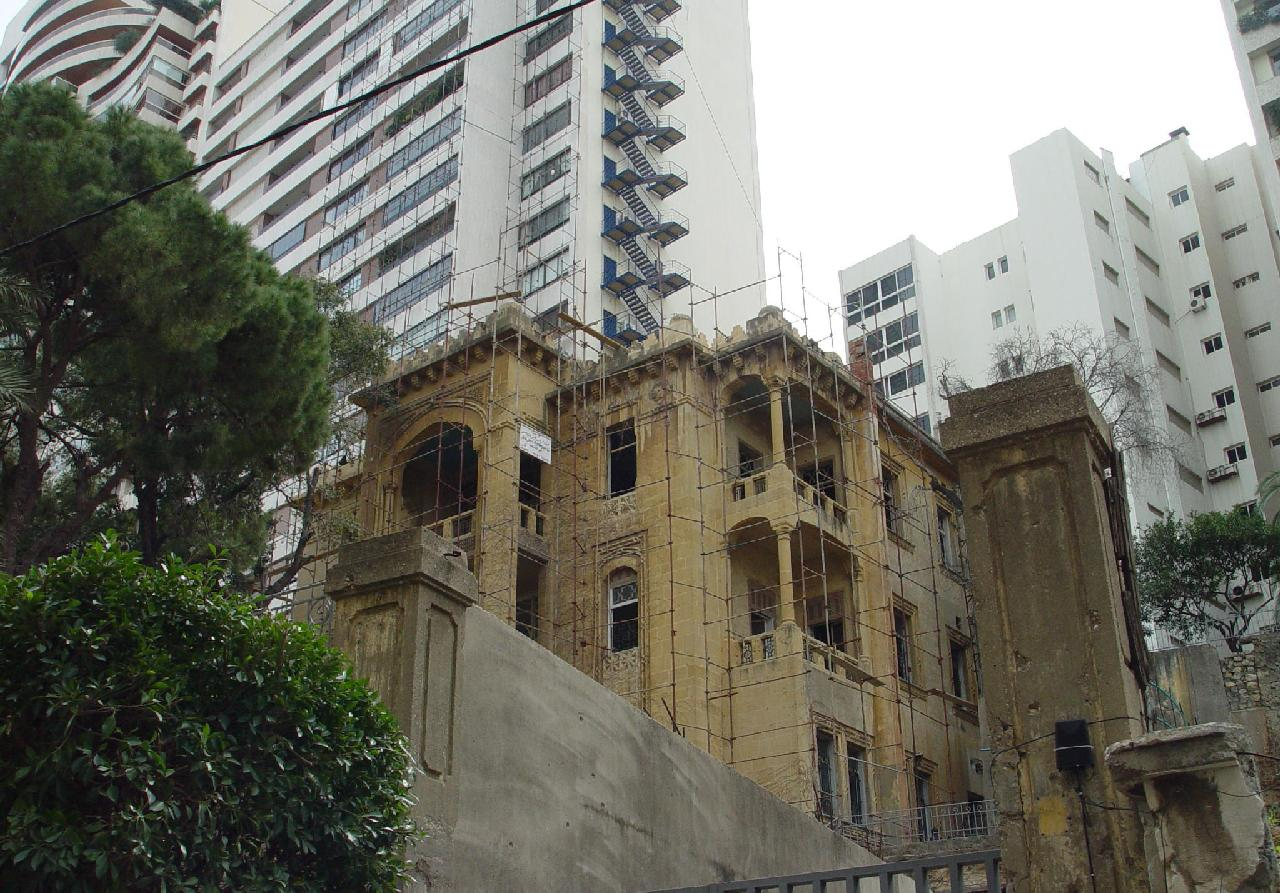
El "Viejo" y "Nuevo" Achrafieh

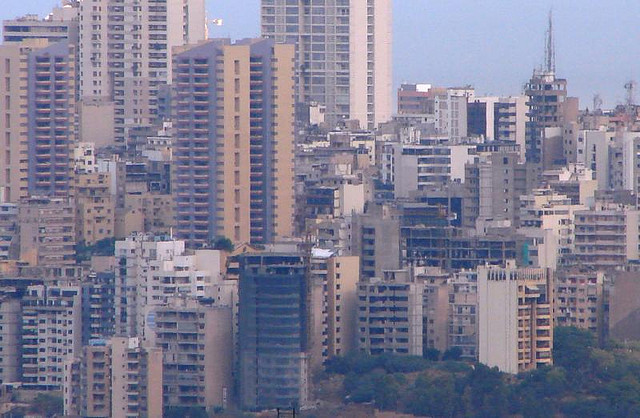
La fuerte urbanización de Achrafieh

Achrafieh (árabe الأشرفية; también escrito como Ashrafieh o Ashafriyeh) es uno de los más antiguos barrios cristianos (en su mayoría griego ortodoxo) del este de Beirut, Líbano. Está ubicado en una colina en el Este de la ciudad. Es propiedad de varias familias Beiruti cristianas ortodoxas griegas que habían gobernado el país y la región durante siglos.
En él se encuentra la conocida plaza de Sassine y, a tan solo 200 metros de ésta, la sede del Partido Cristiano de la Falange Libanesa.

## Datos generales
Achrafieh está situado en la parte oriental de Beirut junto a la costa. Es un distrito residencial y comercial caracterizado por estrechas calles sinuosas, cafeterías y prestigiosos grandes apartamentos y edificios de oficinas. Es un lugar privilegiado para la inversión y el turismo.
Hasta la década de 1930, Achrafieh se componía en gran parte de tierras de cultivo, de propiedad y cultivadas por varias familias griegas ortodoxas cristianas que habían gobernado el país y la región durante siglos. El gobierno libanés, que en ese momento estaba bajo mandato francés, dividió la tierra en Achrafieh para construir caminos y carreteras, obligando a estas familias a vender eventualmente gran parte de sus tierras.
Achrafieh solía ser gobernado por siete familias cristianas griegas ortodoxas que formaron la Alta Sociedad de Beirut durante siglos: Trad, Ferneine, Araman, Bustros, Sursock, Fayad, Tueini, la lista de nombres nunca había sido certificada como algunos dicen Boutros, Jbeili, Fiani y Geday, El Habre y Jabbour están entre las siete familias.
La zona está dividida en numerosos barrios más pequeños. Entre sus más destacados se encuentran: Plaza Sassine, uno de los puntos focales políticos, sociales y comerciales más destacados de la capital libanesa; St Nicolas (donde edificios importantes incluyen la casa de Sursock, el museo de Sursock, el edificio de Sofil y el edificio de marfil); y Tabaris / Abdel Wahab (entre sus edificios importantes: 812 Tabaris, Torre Achrafieh, edificios Yared, Metrópolis, L'Hermitage, Visión II, Alturas de Beirut, Edificios Fayad, Torres Fal, Jardins de Tabaris, 54).
Durante la guerra civil del Líbano, bombas y cohetes destruyeron una parte sustancial del patrimonio arquitectónico de Achrafieh. La guerra terminó y el tiroteo se detuvo, pero la destrucción de edificios históricos no lo ha hecho. Todos los días, los equipos de demolición derriban casas antiguas y destruyen jardines de cien años de antigüedad. Torres altas de hormigón reemplazan las casas, eclipsando los pocos barrios históricos que Achrafieh ha dejado. Los edificios históricos no sólo tienen valor sentimental, también son económicamente viables.
Se encontraron restos arqueológicos debajo de nuevos edificios, pero los desarrolladores los ignoraron. Los activistas de la herencia están haciendo todo lo que pueden para conservar las pocas "casas libanesas" que todavía quedan en Achraifeh. Pero sus esfuerzos son en gran medida en vano, ya que no hay ley para proteger casas antiguas y la preservación es baja en la lista de prioridades para los políticos del país.
Durante la guerra civil libanesa, que comenzó en 1975, Achrafieh se convirtió en una base estratégica importante para las fuerzas cristianas. Un gran número de milicianos de las Fuerzas Libanesas estaban estacionados allí, encabezados por Bachir Gemayel, y como tal formaban parte de East Beirut.
Se anunció el 13 de agosto de 2009 que el barrio de Achrafieh de Sodeco sería el hogar de la torre más alta del Líbano, Sama Beirut. Cuando el proyecto se complete en 2014, será el proyecto más alto del Líbano, a 200 metros (660 pies).

## Educación
Escuelas primarias y secundarias:
- Gran Liceo Franco-Libanais
- Collège de la Sagesse
- Escuela Evangélica Mayor de Beirut
- Colegios y universidades:

- Universidad Americana de Ciencia y Tecnología

## Gente notable de Achrafieh
- Michel Sassine, prominente político libanés, diputado del distrito de Beirut durante 24 años
- Gebran Tueini, exeditor y editor del diario An-Nahar (asesinado en la región de Mkalles por el régimen sirio)
- Nayla Tueni, miembro del parlamento y editora del diario An-Nahar
- Joe Kodeih, escritor, actor y director
- Nancy Ajram, cantante
- Samir Assaf, CEO de HSBC Global Banking & Markets

## Calles y barrios famosos
- Sassine Square
- Gemmayzeh
- Rue Gouraud
- Rue Monot
- Sioufi
- Sursock
- Escalier de l'Art
- Rue Huvelin